# Rover 75
De Rover 75 is een auto uit de hogere middenklasse van de voormalige Britse autofabrikant Rover. Naast de sedan werden vanaf medio 2001 ook een stationwagon (tourer) en sportversies onder de aanduiding MG ZT en MG ZT-T (tourer) aangeboden. Er werd een coupé versie van de 75 ontworpen, maar deze ging uiteindelijk niet in productie.

## Geschiedenis en technologie
De Rover 75 kwam op de markt in januari 1999 toen Rover nog deel uitmaakte van de BMW-groep, ter vervanging van de Rover 600 en Rover 800 modellijnen. De wagen is volledig bij Rover ontwikkeld met weinig invloed van BMW, maar met een hele reeks BMW-componenten. De CDT dieselvariant van de Rover 75 gebruikte dezelfde motor als de BMW 318d, terwijl voor de benzineversies Rover's eigen K-serie motoren gebruikt werden.
De wagen werd geprezen voor zijn kwaliteit, goede rijeigenschappen, eigenzinnige afgeronde vormen en traditionele Engelse stijl. Het ontwerp is van Richard Woolley, die ook al de Rover 600 had ontworpen. Critici vonden de "retrostijl" echter te veel afgestemd op oudere kopers. Desalniettemin won het model diverse internationale prijzen, waaronder enkele voor zijn elegante uiterlijk.
De assemblage bevond zich oorspronkelijk in Cowley, maar werd in de herfst van 2001 verplaatst naar Longbridge in de buurt van Birmingham nadat Rover zich had afgesplitst van de BMW-groep.
In juni 2001 werd de stationwagenversie (de Tourer) geïntroduceerd, gevolgd door de sportieve varianten MG ZT en MG ZT-T.
Het monogram programma bood exclusieve personaliseringsmogelijkheden. Zo was er keuze uit onder andere speciale lakkleuren en verschillende hout- en ledersoorten.
In 2002 werd de Vanden Plas (limousine) aangeboden met een wielbasis die 200mm langer was, deze was beschikbaar met de 2.5 V6 of de 2.0 cdti. 

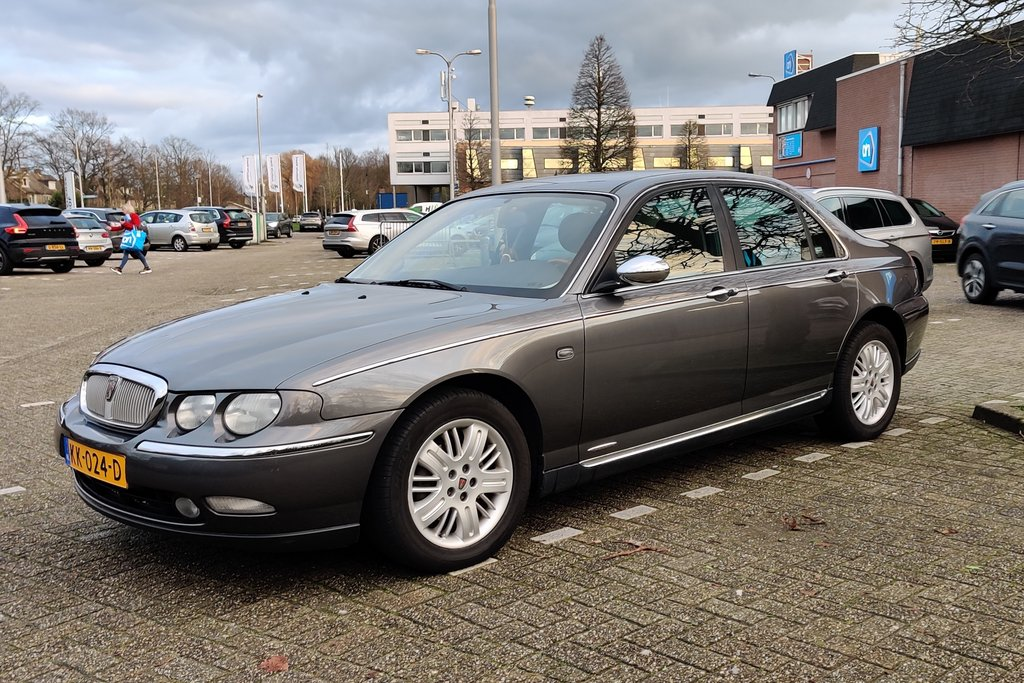
Pre-facelift In Cowley geproduceerde 1999 Rover 75 saloon Sterling
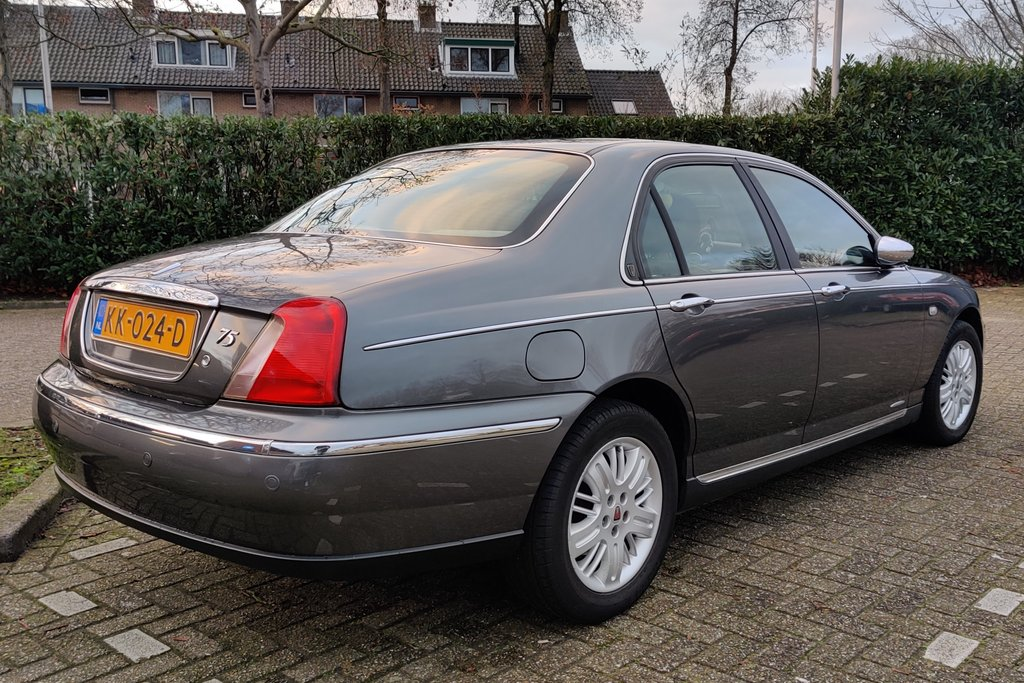
Pre-facelift In Cowley geproduceerde 1999 Rover 75 saloon Sterling achter zijde
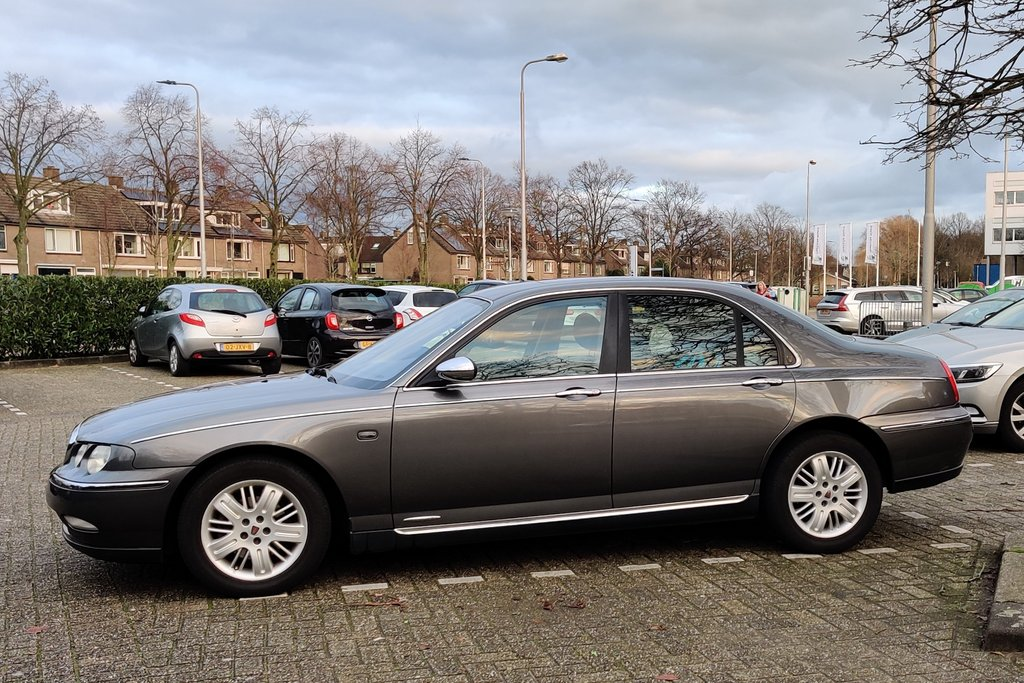
Pre-facelift In Cowley geproduceerde 1999 Rover 75 saloon Sterling zij-aanzicht
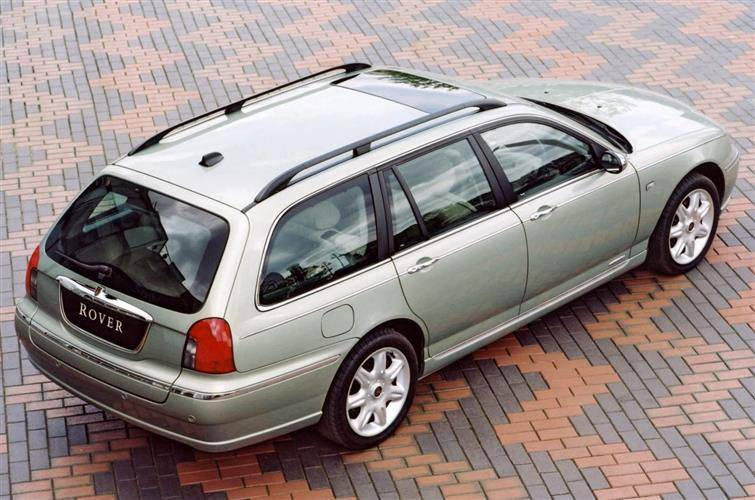
Pre-facelift Rover 75 Tourer / estate

### Facelift
In januari 2004 kreeg de Rover 75 een facelift die de wagen een modernere uitstraling moest geven. Het nieuwe ontwerp werd door de vakpers eerder lauw ontvangen en Rover kondigde slechts enkele maanden later het nieuwe V8-model met een compleet ander radiatorrooster aan. Dit radiatorrooster zou geïnspireerd zijn op eerdere V8-modellen, maar vertoonde een sterke gelijkenis met dat van de nieuwe (later onthulde) Audi A6. De Rover 75 Vanden Plas, een Pullman-limousine met een lange wielbasis voor chauffeursgebruik, had ook dit nieuw radiatorrooster. De 4,6-liter V8 was afkomstig uit de Ford Mustang. Het Mustang logo is dan ook te zien op het blok. De ZT met V8 werd aanvankelijk enkel met een manuele versnellingsbak geleverd, de Rover 75 V8 dan weer enkel met een automaat.
De V8-versie kreeg achterwielaandrijving. De wagen moest helemaal omgebouwd worden om de V8 in de neus te krijgen en om er een achterwielaandrijver van te maken. Ondanks de financiële problemen bij MG Rover ging men door met de ontwikkeling. De V8 ligt in de lengterichting en de besturing en de stabilisator liggen daardoor meer naar voor. Voor de grotere versnellingsbak moest de cardantunnel worden vergroot wat weer tot een hogere middentunnel en ander dashboard leidde. Er is ook geen reservewiel aanwezig.
In totaal verlieten 883 ZT's en 75's de fabriek met een V8, waarvan het aantal ZT's 713 zou bedragen. Van die 713 zijn 152 ZT-T's. Bij de 170 75's zijn er slechts 16 Tourers. Van die 16 Tourers zijn er 3 met het stuur aan de linkerkant.
De facelift bleef niet beperkt tot het uiterlijk, de Rover 75 kreeg ook een 2,0-liter CDTi dieselmotor van 130 pk en een 1,8-liter turbobenzinemotor van 150 pk.

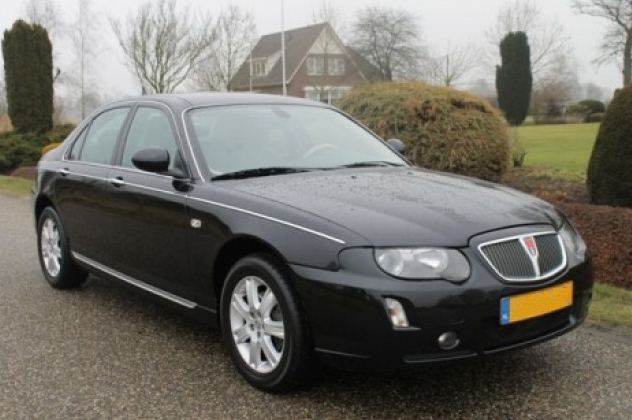
Rover 75 (2004–2005)
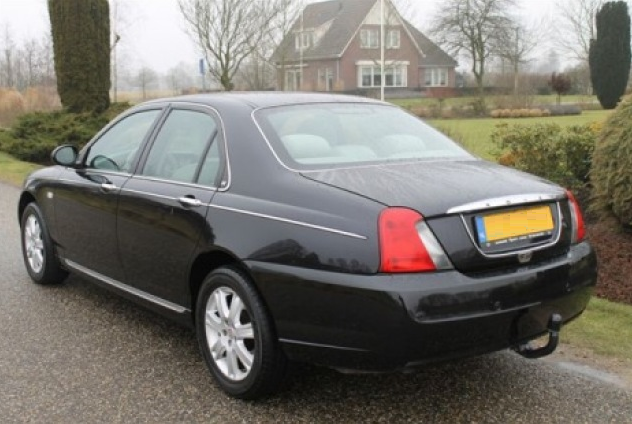
Rover 75, achteraanzicht (2004-2005)
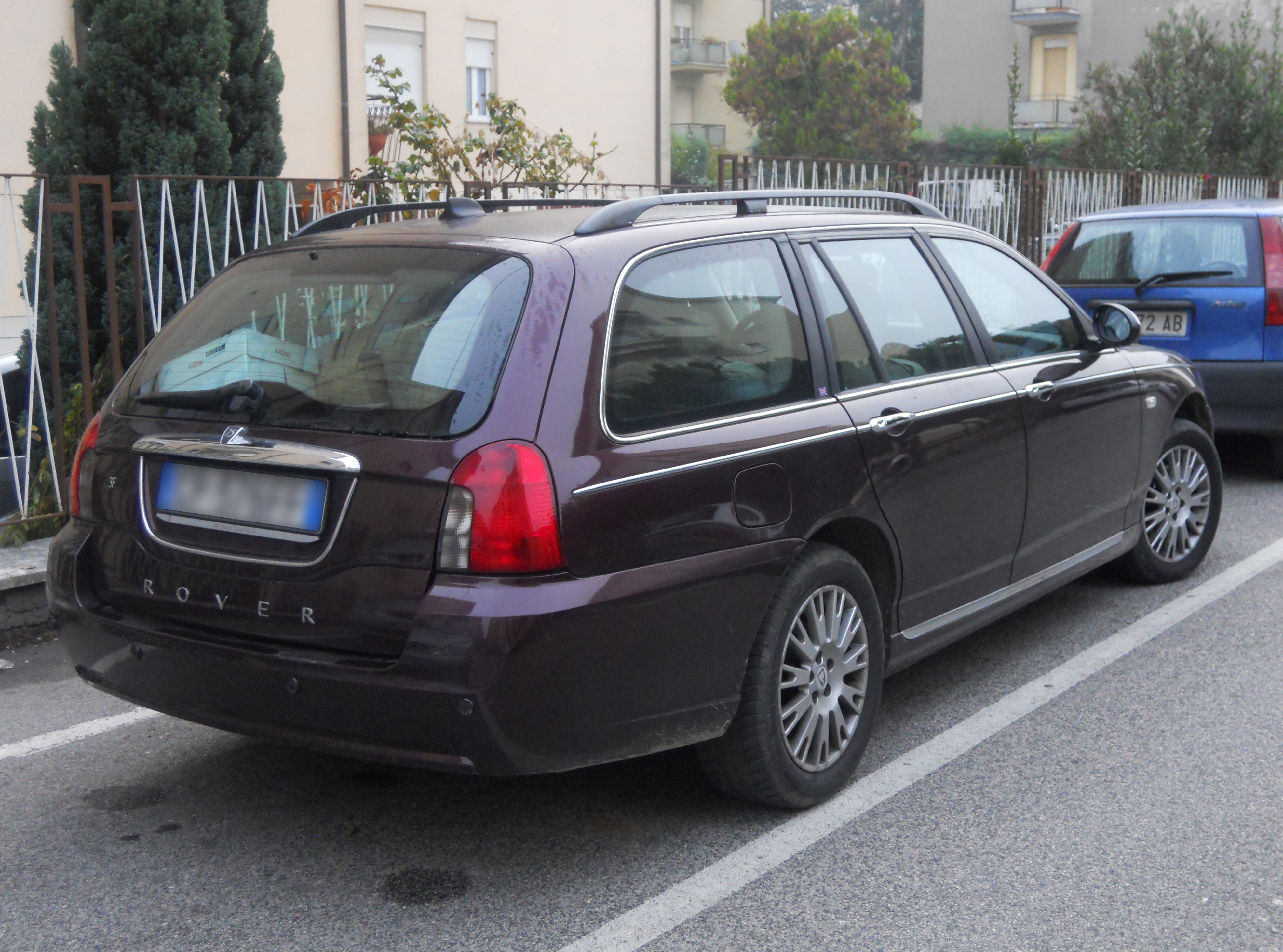
Rover 75 Tourer (2004–2005)
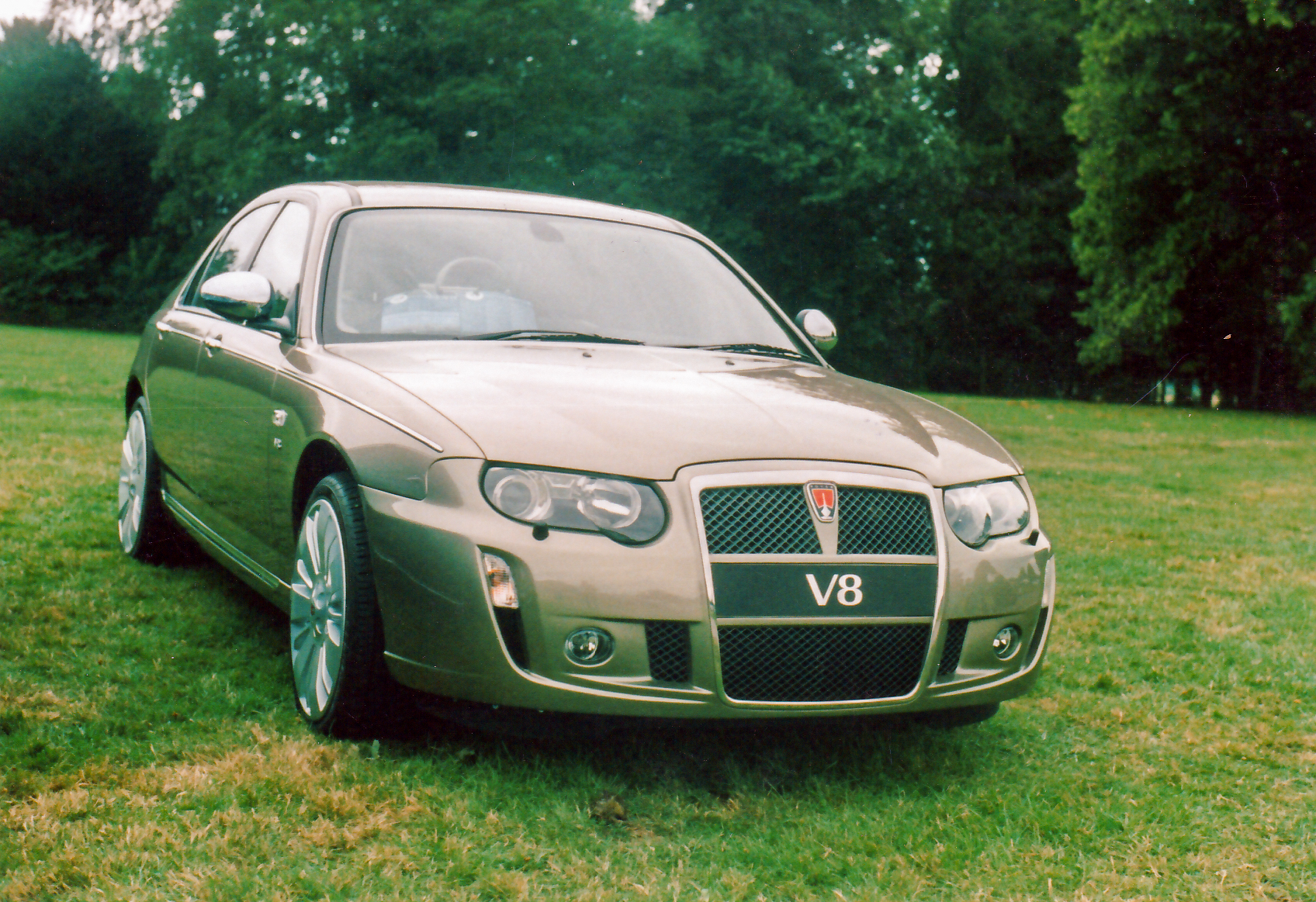
Rover 75 V8 (2004-2005)

### Faillissement en Chinese versie
De productie van de Rover 75 stopte in mei 2005 door het faillissement van de MG Rover Group. De plannen van de Rover 75 werden verkocht aan de Shanghai Automotive Industry Corporation (SAIC). In China wordt de Rover 75 sinds 2006 gebouwd voor de lokake markt als de technisch en visueel herziene Roewe 750.

## Motoren
| Type   | Motor     | Motor     | Motor                | Vermogen      | Koppel | Topsnelheid | Jaartal   |
| Type   | Inhoud    | Cilinders | Brandstofvoorziening | Vermogen      | Koppel | Topsnelheid | Jaartal   |
| ------ | --------- | --------- | -------------------- | ------------- | ------ | ----------- | --------- |
| 1.8    | 1.795 cm³ | 4-in-lijn | injectie             | 88 kW/120 pk  | 160 Nm | 195 km/u    | 1998-2005 |
| 1.8 T  | 1.795 cm³ | 4-in-lijn | injectie             | 110 kW/150 pk | 215 Nm | 210 km/u    | 2003-2005 |
| 2.0 V6 | 1.997 cm³ | V6        | injectie             | 110 kW/150 pk | 185 Nm | 210 km/u    | 1998-2004 |
| 2.5 V6 | 2.497 cm³ | V6        | injectie             | 130 kW/177 pk | 240 Nm | 220 km/u    | 1998-2005 |
| 2.5 V6 | 2.497 cm³ | V6        | injectie             | 140 kW/190 pk | 245 Nm | 225 km/u    | 2004-2005 |
| 4.6 V8 | 4.601 cm³ | V8        | injectie             | 191 kW/260 pk | 410 Nm | 243 km/u    | 2004-2005 |

| Type     | Motor     | Motor     | Motor                | Vermogen     | Koppel | Topsnelheid | Jaartal   |
| Type     | Inhoud    | Cilinders | Brandstofvoorziening | Vermogen     | Koppel | Topsnelheid | Jaartal   |
| -------- | --------- | --------- | -------------------- | ------------ | ------ | ----------- | --------- |
| 2.0 CDT  | 1.951 cm³ | 4-in-lijn | common-rail          | 85 kW/115 pk | 260 Nm | 193 km/u    | 1998-2005 |
| 2.0 CDTi | 1.951 cm³ | 4-in-lijn | common-rail          | 96 kW/130 pk | 300 Nm | 193 km/u    | 2003-2005 |

## Modellen en uitvoeringen
1998–2004
- Classic
- Classic SE
- Club
- Club SE
- Connoisseur
- Connoisseur SE

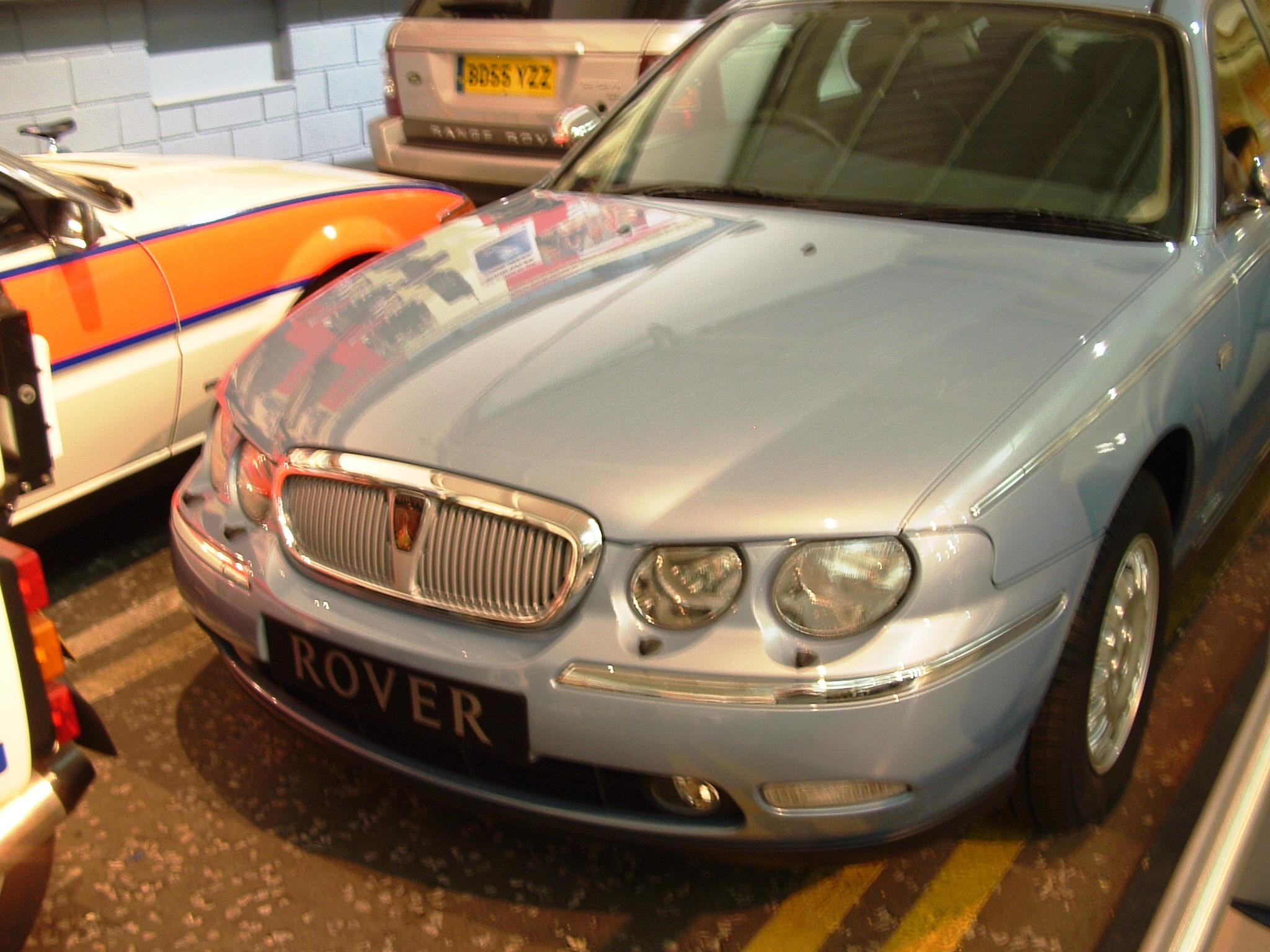
De eerste Rover 75: een V6 Connoisseur

- Vanden Plas (met een 200 mm langer wielbasis)

2004–2005 (facelift)
- Classic
- Connoisseur
- Connoisseur SE

- Contemporary
- Contemporary SE
- Vanden Plas

2001–2005 (MG ZT en ZT-T)

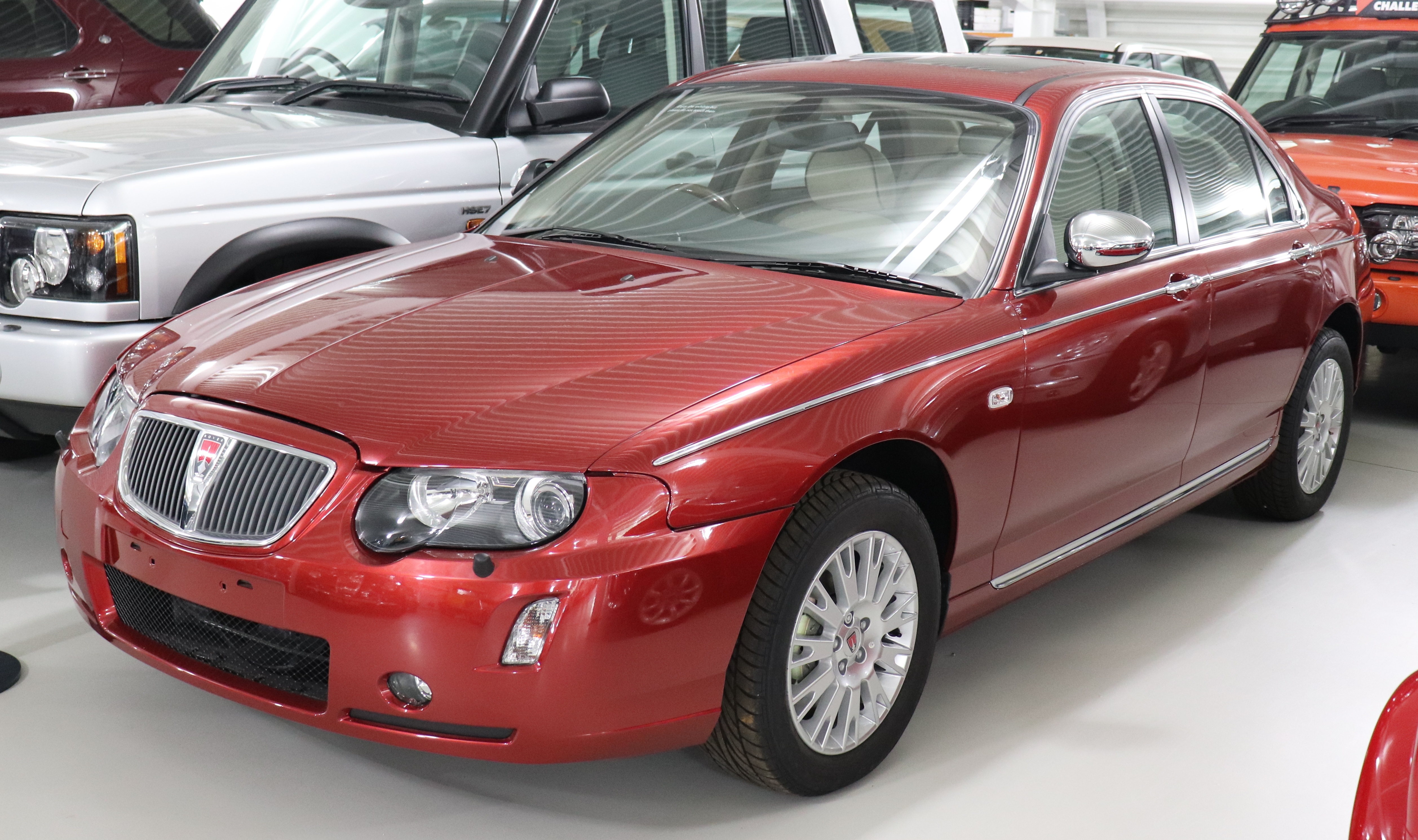
De laatste Rover 75: een CDTi Connoisseur

- CDT/CDTi (common-rail turbodiesel-motor met 115 pk en 131 pk)
- 120 (1,8-liter K-serie)
- 160/160+ (aanvankelijk 2,5-liter atmosferisch, later 1,8-liter met turbo)
- 180+ (2,5-liter KV6 met automatische versnellingsbak van JatCo)
- 190 (2,5-liter V6)
- 260 (4,6-liter V8 afkomstig uit de Ford Mustang)